# キンチョウ (植物)
キンチョウ Bryophyllum delagoense（錦蝶）はマダガスカル原産で、ベンケイソウ科セイロンベンケイ属（かつてはリュウキュウベンケイ属 Kalanchoe）の多肉植物の多年草。

## 概要
熱帯など温暖な気候に自生し、葉の縁から子株を落とし繁殖する。最大高さ1 m前後となる。乾燥に非常に強く、最低越冬温度5℃前後。フシチョウは、キンチョウとコダカラベンケイ（Bryophyllum daigremontianum）との交配種。

## 特徴

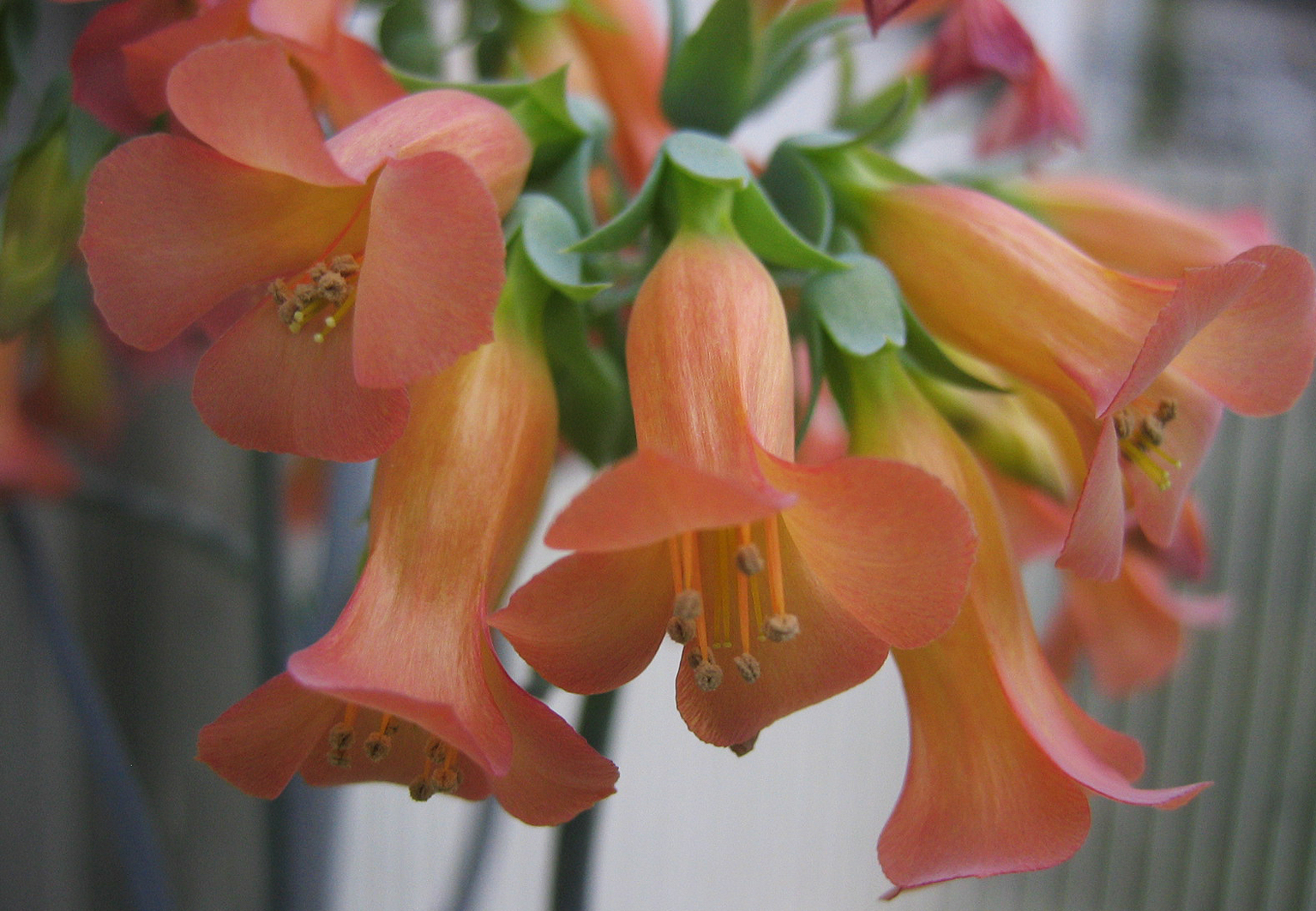
キンチョウの花

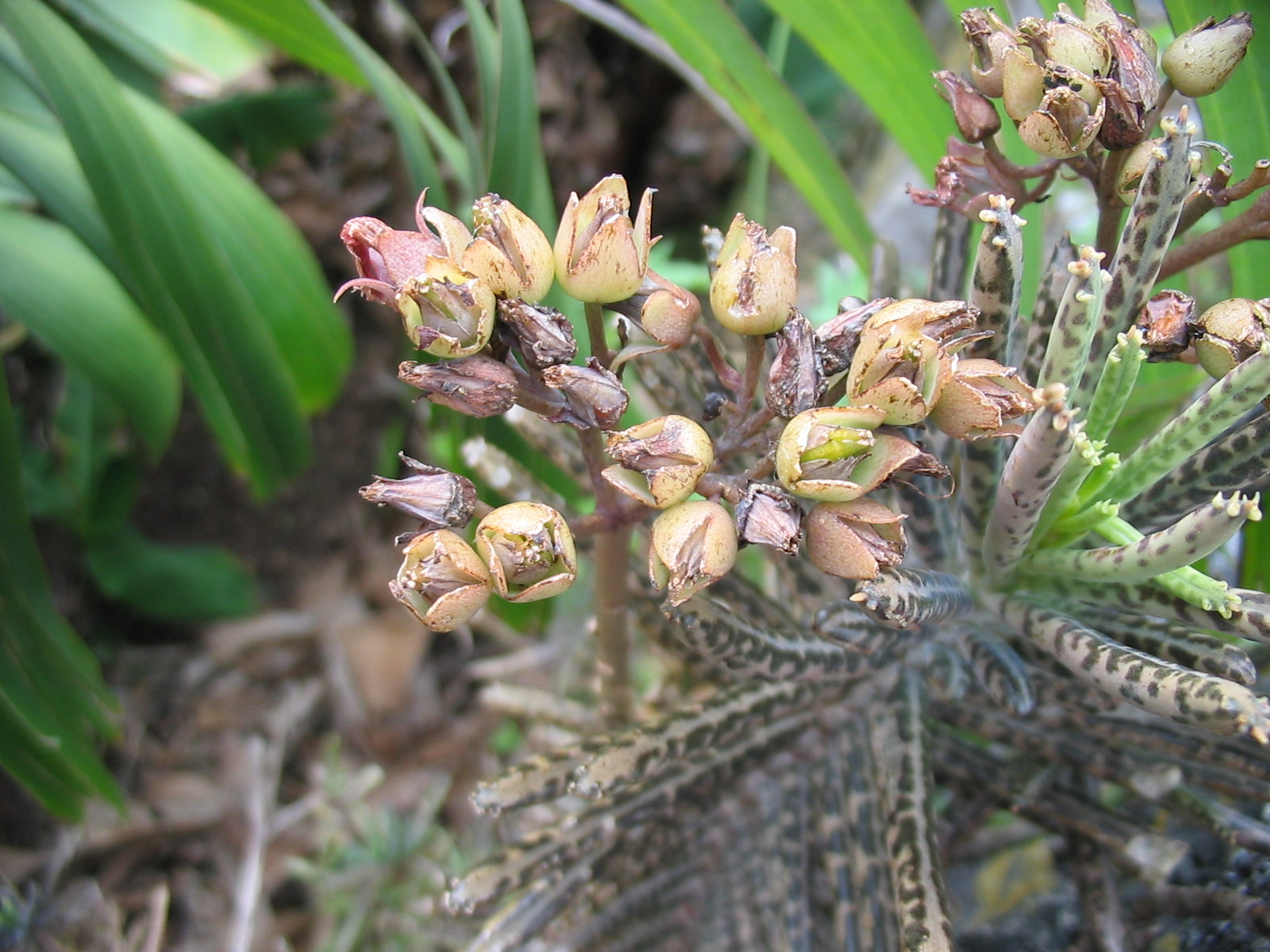
キンチョウの実

葉長は7-8 cmで白っぽい灰緑色の地に紫黒色の独特の斑模様が入る。葉の先端に不定芽を付け、気根を下垂させるが葉が成熟するとこれが子株となり落下し繁殖する。落下した不定芽は根を地中に伸ばし雑草のように増える。茎の先端から花茎を出し花期には鮮やかな紅色の花を付ける。
日本へは年代は不明ながら園芸品種として宮崎県に導入された記録や太平洋戦争中、または1968年の小笠原諸島返還後に資材に紛れて入りこんだ可能性があり、現在沖縄県でもごく普通に見られる。

## 栽培
赤玉土や軽石砂、桐生砂などを用土に使用し、温暖で日当たりの良い場所で管理する。挿し木や子株で簡単に増やせる。冬場の水やりは耐寒性を高めるため控えめに。